# Степанчонок Іван Андрійович
Іван Андрійович Степанчонок (рос. Ива́н Андре́евич Степанчо́нок, 1 січня 1918, Харбін, Китайська Республіка — 1982) — радянський легкоатлет і тренер.
Заслужений майстер спорту (1947), заслужений тренер СРСР (1972). Виступав за Москву — спортивне товариство «Динамо».
4-разовий чемпіон СРСР з бігу на 110 м з бар'єрами (1937—1943). У 1971—1975 роках — головний тренер збірної СРСР з легкої атлетики.

## Біографія
Тренувався у Івана Сергєєва. Хоча в десятиборстві Степанчонок не став чемпіоном СРСР, двічі програвши першість Олександру Дьоміну, показані результати увійшли за підсумками 1939 і 1940 років у 10 найкращих у світі.
На Олімпійських іграх 1972 року збірна під його керівництвом завоювала 9 золотих медалей, що було найкращим результатом серед всіх країн.
Коли з'ясувалося, що у нього рак, Степанчонок покінчив життя самогубством. Похований на Ваганьковському кладовищі в Москві.

## Спортивні досягнення
|       | Біг 110 м з/б | Біг 110 м з/б | Десятиборство | Десятиборство |
| Місце | Результат     | Місце         | Результат     |               |
| ----- | ------------- | ------------- | ------------- | ------------- |
| 1937  | чемпіон       | 15,7          |               |               |
| 1938  | 3-е місце     | 16,6          |               |               |
| 1939  | чемпіон       | 15,2          | 2-е місце     | 6886          |
| 1940  | чемпіон       | 15,1          | 2-е місце     | 6571          |
| 1943  | чемпіон       | 15,5          |               |               |
| 1944  | 2-е місце     | 15,5          |               |               |
| 1945  | 2-е місце     | 15,6          |               |               |
| 1946  |               |               |               |               |
| 1947  |               |               |               |               |
| 1948  | 3-е місце     | 14,8          |               |               |
| 1949  | 2-е місце     | 15,1          |               |               |

Рекорди СРСР
```
біг на 100 м з/б   15,2             18.06.1939   
Москва

                   15,0              1.07.1939   
Харків

                   14,6              7.07.1940   
Москва
```

## Тренер
Основні змагання, на яких виступала збірна СРСР під керівництвом Степанчонка
|        | Місце в НКЗ | Медалі | Медалі | Медалі |
| золото | Місце в НКЗ | срібло | бронза |        |
| ------ | ----------- | ------ | ------ | ------ |
| 1972   | 3-е місце   | 9      | 7      | 1      |

|        | Місце в НКЗ | Медалі | Медалі | Медалі |
| золото | Місце в НКЗ | срібло | бронза |        |
| ------ | ----------- | ------ | ------ | ------ |
| 1974   | 2-е місце   | 9      | 3      | 5      |

Крім того, збірна СРСР:
- виграла Кубок Європи 1973 серед чоловіків; у Кубку Європи 1973 року серед жінок зайняла 2-е місце;
- виграла низку матчів, включаючи матчі зі збірною США 1973, 1974.

## Нагороди
- Орден Трудового Червоного Прапора (1972)

### Спортивні результати
- Лёгкая атлетика. Справочник / Составитель Р. В. Орлов. — М.: «Физкультура и спорт», 1983. — 392 с.
- Иван Степанчонок — статистика на сайте Track and Field Statistics  (англ.)